# Alain Bensoussan (avocat)
Pour les articles homonymes, voir Bensoussan.
Pour le mathématicien, voir Alain Bensoussan.
Alain Bensoussan, né le 14 septembre 1951 à Relizane (Algérie), est un avocat français, qui intervient notamment en droit des technologies avancées. 
Ses pratiques managériales ont été critiquées notamment dans une enquête publiée dans Libération.

## Biographie
Il obtient une licence de sciences économiques en 1975 puis est diplômé de l'institut d'études politiques de Paris en 1976. Il obtient ensuite le Certificat d'Aptitude à la Profession d'avocat en 1978 puis un diplôme d'études approfondies (DEA) de droit des affaires en 1979 à l'université Paris-Nanterre.
Après l'obtention du CAPA en 1978, il fonde son cabinet d'avocat, qui intervient notamment dans le droit de l’informatique et des technologies avancées.

### Enseignement
Alain Bensoussan enseigne le droit de l'informatique, d’abord chargé d’enseignement à l’Université Paris X Nanterre et depuis 1996 à l'École centrale Paris (ECP). Il enseigne de 2008 à 2013 à l’École supérieure d'informatique de Paris (SUPINFO) et de 2015 à 2017 à Sciences Po Paris.

## Controverses
En janvier 2022, l'enquête que lui consacre Libération décrit le « climat de terreur » qu'il fait régner dans le cabinet d’avocats Lexing qu'il a fondé ; selon le journal, une procédure pour harcèlement moral contre le cabinet est engagée devant le conseil de l’ordre du barreau de Paris. Il dément toute pratique de harcèlement moral.

## Ouvrages
- Traité de droit de l’informatique et de la télématique : Théorie et pratique, Éditions Berger-Levrault/Systema, 1985[6].
- Cryptologie et signature électronique, aspects juridiques, Ed. Hermès, 1999;
- Télécoms, aspects juridiques, Ed. Hermès, 1998 ;
- Le Commerce électronique, aspects juridiques, Ed. Hermès, 1998 ;
- Internet, aspects juridiques, Ed. Hermès, 1996, 1998 ;
- Le Multimédia et le droit, Ed. Hermès, 1996, 1998 ;
- Le Logiciel et le droit, Ed. Hermès, 1994, 1997 ;
- Les Télécoms et le droit, Ed. Hermès, 1992, 1996 ;
- Les Biotechnologies, l’éthique biomédicale et le droit, Ed. Hermès, 1995 ;
- L’informatique et le droit, (2 tomes), Ed. Hermès, 1995.
- Informatique, Télécoms, Internet: Réglementation, contrats, fiscalité, communications électroniques, Éditions Francis Lefebvre, 2012, 5e éd., 1104 p. (ISBN 978-2851159540).
- Informatique et libertés, Éditions Francis Lefebvre, 2010, 2e éd., 864 p. (ISBN 978-2851158369).
- L'acte d'avocat, Éditions Francis Lefebvre, 2010, 180 p. (ISBN 978-2368930298)
- Code Informatique, fichiers et libertés, éditions Larcier, 2014
- Droit des robots de Alain Bensoussan  (dir. avec Jérémy Bensoussan), Éditions Larcier, coll. « Lexing - Technologies avancées & Droit », 2015, 168 p. (ISBN 978-2804478483).
- Code de la sécurité informatique et télécom  (dir. avec Éric Barbry et Virginie Bensoussan-Brulé), éditions Larcier, coll. « Codes métiers », 2016, 532 p. (ISBN 978-2804489328).
- En compagnie des robots  (dir. avec Kate Darling, Yannis Constantinidès, Jean-Gabriel Ganascia), Premier Parallèle, 2016, 130 p. (ISBN 979-1094841174).
- Règlement européen sur la protection des données, éditions Larcier, 2016, 708 p. (ISBN 978-2804492298)
- Cookies, traceurs et droit, Lexing éditions, Illustrated édition, 2022, 128 p. (ISBN 978-2957558315)
- Algorithmes et droit, Lexing éditions, Illustrated édition, 2023, 198 p. (ISBN 9782957558322)